# Tamacuas
Tamacuas är en ort i Mexiko.   Den ligger i kommunen La Unión de Isidoro Montes de Oca och delstaten Guerrero, i den södra delen av landet, 400 km väster om huvudstaden Mexico City. Tamacuas ligger 22 meter över havet och antalet invånare är 604.
Terrängen runt Tamacuas är platt åt sydväst, men åt nordost är den kuperad. Runt Tamacuas är det ganska tätbefolkat, med 134 invånare per kvadratkilometer. Närmaste större samhälle är Guacamayas, 3,9 km väster om Tamacuas. Omgivningarna runt Tamacuas är en mosaik av jordbruksmark och naturlig växtlighet.